# Міжнародні відносини Індії

Країни, з якими Індія має дипломатичні відносини
Індія

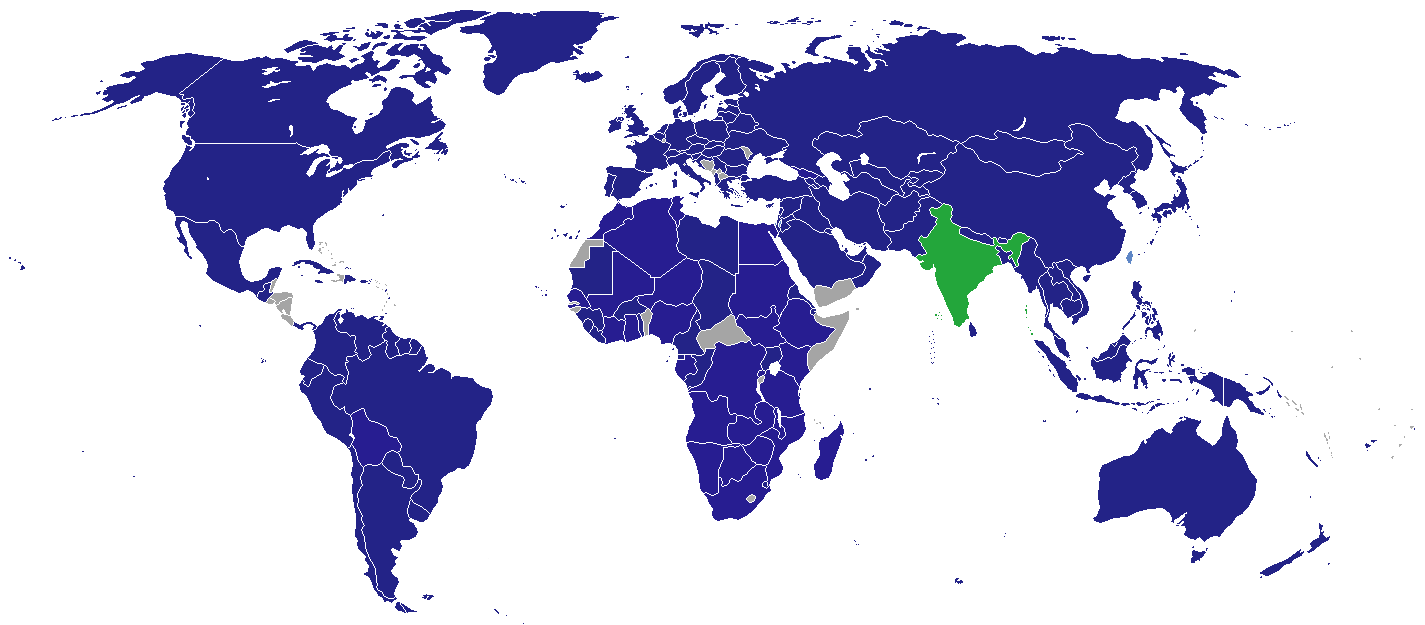
Індія
Держави з поточною та постійною індійською дипломатичною місією

Індія (офіційна назва — Республіка Індія) має повні дипломатичні відносини з 201 державою, включаючи Палестину, Святий Престол і Ніуе.  Органом державної влади, відповідальним за зовнішні зносини Індії, є Міністерство закордонних справ. Посідаючи третє місце за обсягом військових витрат, друге за величиною збройних сил, п'яте за номінальним ВВП  і третє за паритетом купівельної спроможності, Індія стала визначною регіональною потугою, переростаючи в наддержаву.
Згідно з даними MЗС Індії, головні цілі індійської дипломатії — захист національних інтересів Індії, пропагування дружніх відносин з іншими державами та надання консульських послуг «іноземцям і громадянам Індії за кордоном». В останні десятиліття Індія проводила експансивну зовнішню політику, включаючи політику «безпосереднього сусідства», яку втілює SAARC, а також курс «Дивись на схід», спрямований на побудову більш розгорнутих економічних і стратегічних взаємин з іншими країнами Східної Азії. Вона також дотримується політики «навмисної неоднозначності» (стратегічної невизначеності), яка передбачає її ядерну політику «незастосування першим» та її нейтральне ставлення до російсько-української війни. Одним із пріоритетів зовнішньої політики Нарендри Моді стає наголос на впровадженні ініціативи «Розширене сусідство» — розробленої ще наприкінці
1990-х років концепції перетворення Індії з регіонального лідера на «велику державу».
Індія — член кількох міжурядових організацій, як-от Організація Об'єднаних Націй, Азійський банк розвитку, БРІКС і G-20, що широким загалом сприймається як головний економічний майданчик і країн, що розвиваються, і розвинутих країн. Індія справляє помітний вплив як член-засновник Руху неприєднання. Індія також відігравала важливу та впливову роль в інших міжнародних організаціях, таких як Саміт країн Східної Азії, Світова організація торгівлі, Міжнародний валютний фонд (МВФ), G8+5 та Форум діалогу IBSA. Індія також є членом Азійського банку інфраструктурних інвестицій та Шанхайської організації співробітництва. Бувши колись британською колонією, Індія входить до Співдружності Націй і продовжує підтримувати відносини з іншими країнами Співдружності.

## Історія
Відносини Індії зі світом у сучасному розумінні розвиваються з часів британського  правління (1857—1947), коли відповідальність за зовнішні зносини й оборону переклала на себе Британська імперія. Зі здобуттям Індією незалежності у 1947 році мало хто з індійців володів досвідом вироблення або проведення зовнішньої політики. Однак найстаріша політична партія країни Індійський національний конгрес 1925 року створила невеликий відділ закордонних справ для налагодження контактів із закордоном і поширення відомостей про свою боротьбу за незалежність. З кінця 1920-х років Джавахарлал Неру, який давно вирізнявся поміж провідників самостійницького руху інтересом до світових справ, сформулював позицію Конгресу щодо міжнародних питань. Бувши прем'єр-міністром і міністром закордонних справ з 1947 року, Неру формував ставлення Індії до світу.
Після здобуття незалежності міжнародний вплив Індії з роками змінювався. У 1950-х роках індійський престиж і моральний авторитет були високими, сприяючи отриманню допомоги на розвиток як зі Сходу, так і з Заходу. Попри те, що престиж випливав із позаблокової позиції Індії, країна не змогла запобігти вплутуванню політики холодної війни у міждержавні відносини в Південній Азії. На тлі посиленого обговорення кашмірського питання з Пакистаном Індія відкинула заклики Організації Об'єднаних Націй провести на спірній території плебісцит, що позначилося на репутації індійської держави.
У 1960-х і 1970-х роках міжнародне становище Індії серед розвинутих країн і країн, що розвиваються, постраждало під час воєн із Китаєм і Пакистаном, суперечок з іншими країнами Південної Азії та спроби Індії зрівноважити підтримку Пакистану з боку США і КНР підписанням у серпні 1971 року Індо-радянського договору про дружбу і співробітництво. Хоча Індія одержала суттєву радянську військову та економічну допомогу, яка дозволила зміцнити країну, її вплив було підірвано на регіональному та міжнародному рівнях через уявлення про те, що дружба з Радянським Союзом завадила відвертішому засудженню радянської присутності в Афганістані. Наприкінці 1980-х років Індія покращила відносини зі Сполученими Штатами, іншими розвиненими країнами та Китаєм, продовжуючи тісні зв'язки з СРСР. Більша частина енергії МЗС Індії пішла на відносини з південноазійськими сусідами, особливо Пакистаном, Шрі-Ланкою та Непалом.
Ще до здобуття незалежності індійський колоніальний уряд підтримував напівавтономні дипломатичні відносини. Він мав колонії (приміром, Аденське поселення), які посилали та приймали повноцінні місії. Індія була членом-засновником як Ліги Націй, так і Організації Об'єднаних Націй. Після того, як 1947 року Індія здобула незалежність від Сполученого Королівства, вона незабаром приєдналася до Співдружності Націй, рішуче підтримуючи рухи за незалежність в інших колоніях, як-от Індонезійську національну революцію. Розділення і різноманітні територіальні суперечки, зокрема щодо Кашміру, погіршили її відносини з Пакистаном на роки вперед. Під час холодної війни Індія прийняла зовнішню політику неприєднання до будь-якого великого блоку держав. Проте Індія розвивала тісні зв'язки з Радянським Союзом, отримуючи від нього розширену військову підтримку.
Закінчення холодної війни істотно вплинуло на зовнішню політику Індії, як і більшості держав світу. Тепер країна прагне зміцнити дипломатичні та економічні зв'язки зі США, торговим блоком Європейського Союзу, Японією, Ізраїлем, Мексикою та Бразилією. Індія також вибудувала тісні зв'язки з державами-членами Асоціації держав Південно-Східної Азії, Африканського Союзу, Ліги арабських держав та Іраном.
Хоча Індія продовжує підтримувати військові відносини з Росією, другим за величиною військовим партнером Індії став Ізраїль. Тим часом, Індія налагодила міцне стратегічне партнерство зі Сполученими Штатами. Зовнішня політика Нарендри Моді вказує на зміщення в бік зосередження на азійському регіоні та, в ширшому сенсі, на торговельних угодах.

## Зовнішня політика
Зовнішня політика Індії завжди розглядала концепцію сусідства як концепцію концентричних кіл, що розширюються навколо центральної осі історичних і культурних спільностей.
За кордоном живуть і працюють аж 44 мільйони людей індійського походження, становлячи важливий зв'язок із батьківщиною. Важливою роллю зовнішньої політики Індії було забезпечення їхнього добробуту та благополуччя в рамках законів країни, де вони проживають.

## Колишні відносини

### Індійсько-радянські відносини
Посольство Індії в СРСР у Москві (на чолі з сестрою Джавахарлала Неру Віджаєю Лакшмі Пандіт) стало першою самостійно відкритою індійцями (а не успадкованою від британського правління) дипломатичною місією за кордоном. 1955 року відбувся обмін офіційними візитами між керівниками Індії та Радянського Союзу Неру та Хрущовим, який заклав основи для регулярного обміну урядовими делегаціями різного рівня. Новий етап розвитку індійсько-радянських взаємин почався 1966 року, після підписання Ташкентської декларації, коли Москва діяльно продемонструвала своє бажання долучитися до політичних процесів регіону. Після втручання Москви в події протягом кризи 1971 року радянсько-індійські відносини набули рис взаєморозуміння й дружби, що закріпило підписання 9 серпня 1971 р. Договору про мир, дружбу та співробітництво між СРСР та Індією. Радянські фахівці зробили внесок у розвиток індійської промисловості: збудовані за допомогою СРСР підприємства забезпечували 80 % виробництва металургійного устаткування Індії. Політика Радянського Союзу в Південній Азії спиралася на приятельські відносини з Індією, розглядаючи її як надійного друга і стратегічного партнера. 
Розпад Радянського Союзу в Індії сприйняли досить болісно.

### Індійсько-югославські відносини
Індія мала офіційні відносини з Соціалістичною Федеративною Республікою Югославія до розпаду Югославії в 1992 році.

## Виноски
1. ↑  Включаючи всі 193 країни-члени ООН і 8 залежних територій.